# 韓楼
韓 楼（韓婁、かん ろう、生年不詳 - 529年）は、北魏の反乱指導者。

## 経歴
葛栄の乱に参加した。528年（永安元年）、郝長らとともに薊城を占拠し、葛栄の死後も幽州を本拠として抵抗を続けた。529年（永安2年）1月、北魏の都督の彭楽率いる2000騎を破り、北魏の行台僕射の于暉を退却に追いこんだ。9月、北魏の大都督の侯淵に薊城で敗れ、斬られた。

## 伝記資料
- 『魏書』巻10 孝荘紀第10
- 『魏書』巻80 列伝第68
- 『北史』巻5 魏本紀第5
- 『北史』巻49 列伝第37